# Red (singel B’z)
„RED” – pięćdziesiąty drugi singel japońskiego zespołu B’z, wydany 10 czerwca 2015 roku. Limitowana edycja singla zawierała dodatkowo DVD z teledyskiem do utworu tytułowego. Osiągnął 1 pozycję w rankingu Oricon i pozostał na liście przez 15 tygodni, sprzedał się w nakładzie 195 527 egzemplarzy. Singel zdobył status złotej płyty.
Utwór tytułowy został wykorzystany w programie stacji NTV Sukkiri!! (jap. スッキリ!!).

## Lista utworów
| CD | CD           | CD          | CD            | CD                                           | CD      |
| Nr | Tytuł utworu | Tekst       | Kompozycja    | Aranżacja                                    | Długość |
| -- | ------------ | ----------- | ------------- | -------------------------------------------- | ------- |
| 1. | „RED”        | Kōshi Inaba | Tak Matsumoto | Tak Matsumoto, Kōshi Inaba, Hideyuki Terachi | 3:56    |

| DVD | DVD                 | DVD     |
| Nr  | Tytuł utworu        | Długość |
| --- | ------------------- | ------- |
| 1.  | „RED” (Music video) |         |

## Notowania
| Lista                             | Pozycja |
| --------------------------------- | ------- |
| Oricon Weekly Singles Chart       | 1       |
| Oricon Monthly Singles Chart      | 1       |
| Oricon Yearly Singles Chart       | 32      |
| Billboard Japan Hot 100           | 1       |
| Billboard JAPAN Hot Singles Sales | 1       |

## Muzycy
- Tak Matsumoto: gitara, kompozycja i aranżacja utworów
- Kōshi Inaba: wokal, teksty utworów, aranżacja
- Hideyuki Terachi: aranżacja
- Barry Sparks: gitara basowa
- Shane Gaalaas: perkusja